# Where R U From
"Where R U From" é uma canção do cantor sul-coreano Seungri, lançada em 20 de julho de 2018 pela YG Entertainment, servindo como single de seu primeiro álbum de estúdio coreano The Great Seungri (2018). A canção foi composta por Seungri juntamente com Mino, que realiza uma participação na mesma e produzida por Seungri com Future Bounce. Seu vídeo musical correspondente, adquiriu atenção internacional por satirizar líderes mundiais da cena política internacional de 2018.  

## Antecedentes
Em 2 de julho de 2018, foram anunciados o título e a data de lançamento de The Great Seungri, primeiro álbum de estúdio coreano de Seungri. Em 7 de julho, a YG Entertainment divulgou a informação de que "Where R U From" seria a canção subtítulo do álbum e informações sobre os responsáveis pela produção da canção também tornaram-se conhecidos. Mais tarde, uma versão em língua japonesa da canção foi incluída na versão japonesa do álbum The Great Seungri, lançado em formato físico em 5 de setembro de 2018.

## Vídeo musical

### Lançamento e sinopse
O vídeo musical de "Where R U From" foi dirigido por Park Junsoo e lançado em 27 de julho de 2018, sua produção centrou-se em uma sátira política. O vídeo musical inicia-se com a apresentação de um vídeo de notícias, onde sua chamada anuncia que "Representantes de cada país entraram na sala de conferências", a seguir líderes políticos são vistos juntos e o presidente dos Estados Unidos Donald Trump e o líder norte-coreano Kim Jong-un aparecem apertando as mãos um do outro. Na cena seguinte, Seungri surge no local montado em um cavalo e entra na conferência, onde líderes políticos de diversos países incluindo Estados Unidos, Reino Unido, China, Índia, França, Arábia Saudita, África do Sul, Coreia do Norte entre outros, estão discutindo entre si. Ele se senta ao lado de Trump e Kim e coloca uma placa de identificação com o nome da YG Entertainment. O vídeo musical, em seguida, foca-se em imagens especificamente referenciadas ao mundo do K-pop e a si mesmo, onde Seungri brinca com um broto de bambu e veste um casaco de pelos preto e branco em referência ao apelido panda, que recebeu ao longo dos anos. O comediante sul-coreano Yoo Byung-jae realiza uma participação no vídeo musical como o companheiro de Big Bang de Seungri, G-Dragon, além disso, há outras participações de personalidades estrangeiras da televisão sul-coreana e de Mino, que é visto utilizando a vestimenta de um soldado norte-coreano enquanto Seungri veste o traje de um soldado sul-coreano.
O vídeo musical avança para suas cenas finais, onde Seungri transforma a conferência de líderes mundiais em uma pista de dança. Kim é visto executando uma dança coreografada e bebendo champanhe de braço dado com Trump, enquanto o refrão "Where are you from?" pulsa. A produção se encerra com Seungri e todos dançando ao som da canção. 

### Recepção
A crítica especializada realizou análises positivas ao vídeo musical de "Where R U From", que destacou-se por receber atenção internacional ao satirizar a situação política mundial de 2018. Tamar Herman da Billboard, descreveu a produção como um dos vídeos mais descaradamente políticos do K-pop de todos os tempos. Para James Griffiths da CNN, o vídeo musical de Seungri aborda alguns tópicos sensíveis na Coreia do Sul, especialmente para o K-Pop comercial, geralmente apolítico. Além disso, ele considerou que a produção de refrão simples e coreografia, possui semelhanças com o vídeo musical de "Gangnam Style" do cantor Psy. Em uma análise sobre o vídeo musical, Jeff Benjamin, também escrevendo para a Billboard, notou que além de satirizar a imagem de Trump e Kim, a produção também contém uma mensagem poderosa sobre a crescente influência global do K-pop.

## Desempenho nas paradas musicais
Na Coreia do Sul, "Where R U From" estreou em seu pico de número 84 na Gaon Digital Chart, de cinquenta na Gaon Download Chart e de número 98 na Gaon Streaming Chart.

### Posições
| Paradas (2018)                              | Melhor posição |
| ------------------------------------------- | -------------- |
| Coreia do Sul (Gaon Weekly Digital Chart)   | 84             |
| Coreia do Sul (Gaon Weekly Download Chart)  | 50             |
| Coreia do Sul (Gaon Weekly Streaming Chart) | 98             |
| Coreia do Sul (Billboard K-pop Hot 100)     | 42             |